# Settimana della moda di New York

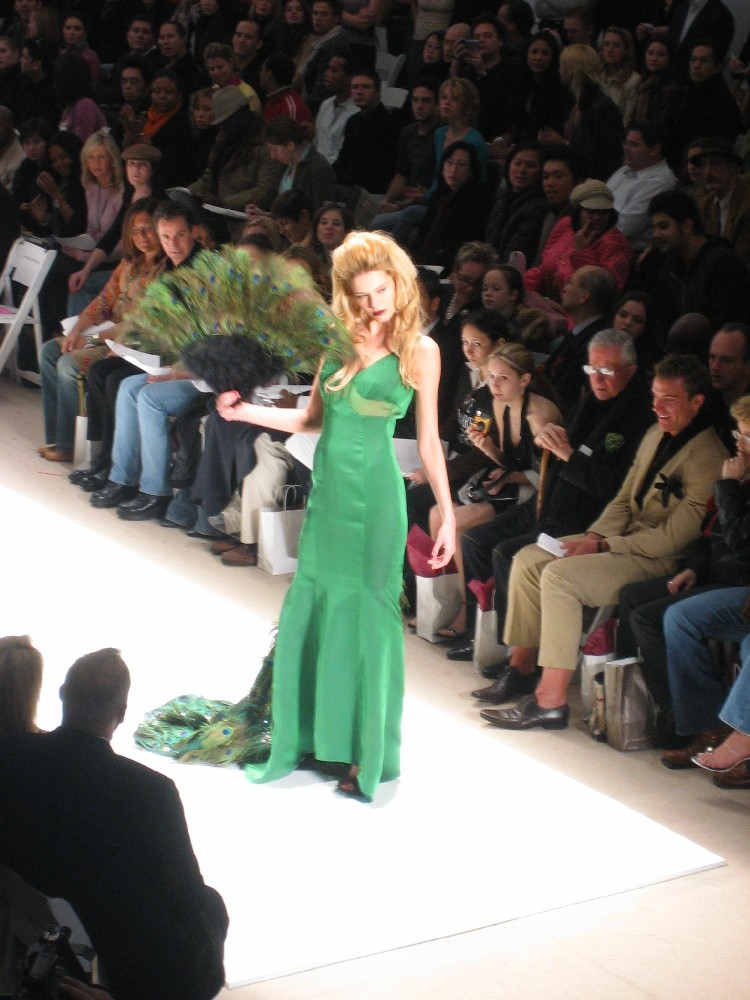
Un momento della settimana della moda di New York del 2005.

La settimana della moda di New York, chiamata anche Settimana della moda Mercedes-Benz per via della sua sponsorizzazione, è una settimana della moda che si tiene a New York due volte ogni anno, a febbraio ed a settembre. È considerata una delle "Big Four", le quattro maggiori settimane della moda del mondo, insieme a quelle di Parigi, di Londra e di Milano.

## Storia
La prima settimana della moda di New York, all'epoca chiamata Settimana della stampa, fu il primo evento al mondo legato alla moda. Svolto nel 1943, l'evento fu organizzato per distogliere l'attenzione dalla moda francese durante la seconda guerra mondiale, dato che gli addetti ai lavori della moda non erano in grado di recarsi a Parigi, per poter vedere le nuove collezioni di moda francese.  La pubblicista Eleanor Lambert organizzò un evento, che battezzò "Press Week" (Settimana della stampa) per mostrare il lavoro e le nuove collezioni degli stilisti americani ai giornalisti, che in precedenza avevano trascurato i loro lavori. Gli acquirenti non erano ammessi alla mostra, mentre invece avevano accesso agli showroom degli stilisti. La settimana della stampa fu un successo, e riviste di moda come Vogue, che in precedenza si erano principalmente concentrate sulla moda francese, iniziarono a prestare maggiore attenzione alla moda americana.
Poco dopo Ruth Finley pubblicò il primo calendario della moda. Una guida, utilizzata tuttora, con tutti gli eventi della settimana della moda. La stampa e i giornalisti, non poterono far altro che parlare e scrivere di questo nuovo e attesissimo evento, oramai giunto alla sua massima celebrazione e consacrazione.
Nel 1994, l'evento fu spostato al Bryant Park, dove veniva allestito all'interno di una serie di grandi tendoni bianchi che occupavano quasi l'intera superficie del parco. L'accesso è possibile solo su invito, all'industria della moda, ai giornalisti, ad alcune celebrità, ed ai giornalisti di selezionati siti web. Dal 2010 l'evento è stato spostato presso Damrosch Park al Lincoln Center for the Performing Arts.
Inoltre è importante ricordare che la Settimana della Moda di New York è un evento biennale che presenta sfilate e presentazioni per mettere in evidenza le collezioni dei designer per la prossima stagione di moda. Tuttavia, in alcuni casi, alcuni stilisti hanno cominciato ad adottare il modello "vedi ora, acquista ora", in cui le collezioni presentate sono immediatamente disponibili per la stagione in corso. Questo evento è organizzato da WME/IMG e dal Council of Fashion Designers of America (CFDA).

## New York Fashion Week 2023
Dopo la conclusione dell'Armory Art Show, terminata due settimane fa, la seconda edizione stagionale della New York Fashion Week, iniziata il 7 e terminata il 13 settembre, ha svelato le collezioni prêt-à-porter primavera/estate 2024 di oltre 90 stilisti statunitensi durante la New York Fashion Week.
Tra i protagonisti della seconda edizione troviamo sicuramente grandi nomi come Palomo, Proenza Schouler e Khaite che hanno portato una brezza di novità attraverso le loro collezioni. Palomo Spain, conosciuta per i suoi design di genere fluido, ha presentato uno spettacolo al Plaza Hotel in cui il direttore creativo Alejandro Gómez Palomo ha mostrato moda dal genere ambiguo, con uomini che indossavano corsetti, pizzi e capi ricamati trasparenti. La sua ispirazione proviene dalla pittura storica spagnola, in particolare dagli elementi romantici, evidenti nell'abbigliamento squadrato che ricorda i soggetti di corte nelle opere di Velázquez.
Nel complesso, gli stilisti newyorkesi hanno puntato sul denim in questa stagione. Ma non sono stati i soliti tagli di blue jean a sfilare sulle passerelle. Oltre ai classici pantaloni e due pezzi, le forme sono state immaginate, con gonne e corsetti da abito da ballo pronti per il red-carpet, top con reggiseno e giacche drappeggiate. Inoltre, gli stilisti newyorkesi hanno reso omaggio agli anni '90 con un tocco di nostalgia sulle passerelle. Le decorazioni e le trame sono state sostituite dalla semplicità dell'approccio "less is more".

## Partecipazione
L'ammissione alle sfilate alla settimana della moda di New York è in genere sotto forma di accreditamento, con eventi specifici solo su invito.